# Bravo!
Bravo! è una commedia musicale scritta da Italo Terzoli e Enrico Vaime, diretta da Pietro Garinei e con musiche di Armando  Trovajoli. Il debutto avvenne al Teatro Sistina di Roma il 6 marzo 1981 con protagonista l'attore Enrico Montesano accompagnato da Laura D'Angelo e Gabriele Villa.
Lo spettacolo, che vede Montesano intrattenere il pubblico spesso da solo sul palcoscenico vuoto, è caratterizzato da una struttura drammaturgica che riassume i canoni dell'avanspettacolo e della rivista italiana. Bravo! fu accolto  dalla critica dell'epoca molto favorevolmente anche grazie alle capacità di Montesano di inserirsi abilmente nei movimenti coreografici creati da Gino Landi.
Lo spettacolo rimase in cartellone per tre anni consecutivi e valse all'attore romano il riconoscimento della Maschera dell’Istituto del Dramma Italiano.